# Tennistavolo ai Giochi della XXXI Olimpiade - Singolo femminile
Il torneo del singolo femminile di tennistavolo si è svolto dal 6 al 10 agosto 2016 al Riocentro di Rio de Janeiro.

## Programma
| Data      | Ora   | Turno             |
| --------- | ----- | ----------------- |
| 6 agosto  | 9:00  | Turno preliminare |
| 6 agosto  | 11:15 | Primo turno       |
| 7 agosto  | 9:00  | Secondo turno     |
| 8 agosto  | 10:00 | Terzo turno       |
| 8 agosto  | 17:00 | Quarto turno      |
| 9 agosto  | 16:00 | Quarti di finale  |
| 10 agosto | 10:00 | Semifinali        |
| 10 agosto | 20:30 | Finale 3º posto   |
| 10 agosto | 21:30 | Finale            |

## Teste di serie
Le prime 16 giocatrici accedono direttamente al terzo turno.
1. Ding Ning (campionessa, oro)
2. Feng Tianwei (quarti di finale)
3. Li Xiaoxia (finale, argento)
4. Kasumi Ishikawa (terzo turno)
5. Han Ying (quarti di finale)
6. Ai Fukuhara (semifinale, quarto posto)
7. Cheng I-Ching (quarti di finale)
8. Jeon Ji-Hee (quarto turno)

1. Yu Mengyu (quarti di finale)
2. Petrissa Solja (terzo turno)
3. Li Jie (terzo turno)
4. Seo Hyo-Won (quarto turno)
5. Doo Hoi Kem (quarto turno)
6. Melek Hu (terzo turno)
7. Lee Ho Ching (quarto turno)
8. Liu Jia (quarto turno)

Le alter 16 accedono direttamente al secondo turno.
1. Yu Fu (secondo turno)
2. Elizabeta Samara (terzo turno)
3. Li Qian (secondo turno)
4. Li Jiao (terzo turno)
5. Ri Myong-Sun (quarto turno)
6. Polina Mikhailova (secondo turno)
7. Chen Szu-Yu (quarto turno)
8. Georgina Póta (terzo turno)

1. Li Fen (terzo turno)
2. Tetyana Bilenko (terzo turno)
3. Kim Song-I (semifinale, bronzo)
4. Shen Yanfei (secondo turno)
5. Matilda Ekholm (terzo turno)
6. Li Xue (quarto turno)
7. Shao Jieni (secondo turno)
8. Sofia Polcanova (secondo turno)